# ポール・ジューヴ

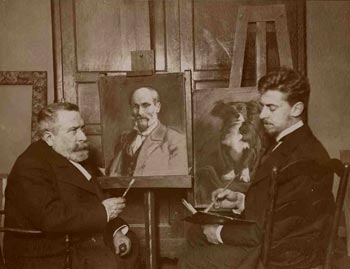
ポール・ジューヴ（右）と父のオーギュスト（1905年）

ピエール＝ポール・ジューヴ（1878年3月16日、セーヌ＝エ＝マルヌ県マルロット - 1973年5月13日、パリ）は、フランスの画家、彫刻家である。
アフリカの動物を描いた絵画や彫刻で知られる。
1907年にアブデル・ティフ賞、1921年にベトナム芸術大学のインドシナール賞を受賞している。